# Cimetière de Lièpvre
Le cimetière de Lièpvre est un monument historique situé à Lièpvre, dans le département français du Haut-Rhin.

## Localisation
Ces constructions sont situées rue de l'Église à Lièpvre.

## Historique
L'édifice fait l'objet d'une inscription au titre des monuments historiques depuis 1934.